# 田中光 (漫画家)
田中 光（たなか ひかる、1982年2月13日 - ）は、日本のお笑い芸人、漫画家である。グレープカンパニー所属。京都府京都市出身。
過去、ピン芸人としての活動時にはタナカダファミリアの芸名も使用していた。

## 来歴
京都府立北桑田高等学校へ入学後、京都精華大学芸術学部版画学科に進学、翌年に大学を中退し、保育園からの幼馴染と「ゼミナールキッチン」を結成、同年に大阪NSCに24期生として入学した。大阪NSCを卒業後はよしもとクリエイティブ・エージェンシーに所属し、10年間活動した。同期にエハラマサヒロ、若井おさむ、イシバシハザマなどがいる。
ゼミナールキッチンとしてはM-1グランプリ2005準決勝進出、M-1グランプリ2007準決勝進出、キングオブコント2009準決勝進出という成績を残すが、2010年11月、相方の引退に伴い解散。
2011年に「アボカドランドリ」を結成、東京に拠点を移した。同時に、グレープカンパニーに移籍。2014年にはアボカドランドリが解散し、その後はピン芸人として活動する。同じ事務所に所属する後輩芸人「お見送り芸人しんいち」と「田中上野」というユニットも組み、フリップを使った歌ネタを発表する。田中は作詞と作画を担当する。
2012年3月にTwitterのアカウントを開設した。当初は主に芸人としての活動告知を行っていたが、先輩芸人であるピースの又吉直樹から「得意な部分を伸ばした方がいい」とアドバイスをもらい、2013年頃からイラストネタを投稿し始めた。イラストネタのひとつだった1コマ漫画『サラリーマン山崎シゲル』がじわじわと人気が拡大していき、女優の二階堂ふみにリツイートされたことがきっかけで人気に火がついた。二階堂はその後、熱愛する表現者の一人として田中の名前を挙げた。
2013年9月に『サラリーマン山崎シゲル』の公式Twitterアカウントを開設。2014年に作品をまとめた著書『サラリーマン山崎シゲル』を刊行した。単行本の帯には、ピースの又吉直樹、KANA-BOONの谷口鮪、放送作家の倉本美津留、シンガーソングライターの山崎まさよしがコメントを寄せた。『サラリーマン山崎シゲル』はシリーズ累計30万部を超えるベストセラーとなり、2018年9月現在は漫画家としての活動がメインとなる。
漫画雑誌での連載活動の他、シンガーソングライターの山崎まさよしのファンクラブ会報誌にて『シンガーソングライター山崎まさよし』を連載する。NHK Eテレのテレビ番組『オイコノミア』にはイラスト提供をする。親交のある元お笑い芸人マンボウやしろの著書『ブサイク解放宣言 - 見た目にとらわれない生き方のススメ -』には、表紙イラストと中ページでの漫画を提供した。親交のあるお笑い芸人又吉直樹が編集長を務める雑誌『又吉直樹マガジン 椅子』に漫画を寄稿した。
ミュージシャンのハンバート ハンバートと親交があり、彼らが2019年の1年間限定で土日・祝日のライブ活動を休止することを発表した際、その理由を説明するための「2019年 ハンバーハンバートは平日しかライブをしません」というタイトルの漫画を描き下ろし、ハンバート ハンバートの公式ホームページで公開された。
2017年12月15日に「サラリーマン山崎シゲル」コラボカフェが「原宿AMO CAFE」でオープン。『サラリーマン山崎シゲル』の世界観を楽しめるカフェとして、ネタからイメージしたオリジナルのコラボメニューを飲食でき、さらに、作中で山崎シゲルがさまざまなイタズラを仕掛けている「部長のデスク」や「乗れる食パン」など、なじみの小物が展示された。2018年1月31日までの期間限定営業だったが、好評のため2月25日まで延長された。
2019年2月1日、自身が初めて手がける絵本『ぱんつさん』が「たなかひかる」名義で発売される。同書で第25回日本絵本賞受賞。

## 人物
小学生の頃は漫画家になりたいと思っていた。好きな漫画家に和田ラヂヲ、漫☆画太郎を挙げる。
漫画家としての活動について、本人は「お笑い表現の1つ」として捉えている。『サラリーマン山崎シゲル』を描くことに関しても、「『こんな部下がいたらイヤだ』というお題の大喜利をずっとやり続けているような感じ。表現方法が違うだけで、お笑いをやっているのとほとんど変わらないです。」とインタビューで答えた。
田中はそれまでネタのアウトプットの仕方がコントか漫才しかないと考えていたが、「絵」という形で発表したところ多方面から反響があったことに驚いたと語った。
自身にはサラリーマン経験はなく、『サラリーマン山崎シゲル』内でのオフィスの様子や上司との関係性などは、全てイメージで描く。
無名時代にしていたアルバイトは、居酒屋のホールスタッフ、京都・祇園の高級クラブのボーイ、京都・錦市場の米屋の販売スタッフなど全て接客業だった。芸人であるにもかかわらず社交性がなく暗い性格だったため、それを矯正するために始めたという。
漫画の執筆作業はグレープカンパニー社内で行っている。社長はだいたい留守なことから、社長の机で描いている。

## 著作

### 漫画
- サラリーマン山崎シゲル（ポニーキャニオン、単行本1 - 5巻）
  - サラリーマン山崎シゲル 文庫版（幻冬舎、幻冬舎文庫、1 - 3巻）
  - サラリーマン山崎シゲルNEO（講談社、単行本1 - 4巻）
- ドクター中島の世界征服（ポニーキャニオン、単行本全1巻）
- レタス2個分のステキ（小学館、単行本全3巻、『週刊少年サンデー』連載）
- 宇宙人とタイムマシンとヤンキー（KADOKAWA、単行本全1巻、『小説 野性時代』連載）
- 私たち結婚しました（小学館、単行本全1巻、『ビッグコミックスピリッツ』連載）
- 痛リーマンnavi〜ドブ川商事社員名簿〜（集英社、単行本1巻、『グランドジャンプ』連載）
- カラオケ流星群（講談社、単行本全1巻、『イブニング』連載）
- つまねこ〜妻とねこの話〜（講談社、単行本全4巻、『ヤンマガWeb』連載）
- この夫婦は、止まらない!!（サイドランチ、単行本全1巻）

### 絵本
- ぱんつさん（ポプラ社）
- ねこいる!（ポプラ社）
- おばけのかわをむいたら（文響社）
- すしん（ポプラ社）
- しりながおばけ（文響社）
- そそそそ（ポプラ社）
- なんのサンドイッチ?（大和書房）
- ひょいっひょーい（幻冬舎）
- ももたろう（ポプラ社）
- ぷ（金の星社）

### その他
- サラリーマン 妻夫木マモルの愛妻生活（竹書房）
- 奇跡のストレスフリー講座（宝島社）

## タイアップ
- サラリーマン山崎シゲル×森永製菓
- サントリー
  - 「プレミアムモルツ」
  - 「BOSS」
- HOME'S×サラリーマン山崎シゲル
- テレビ朝日公式スマホHP 「ドクター中松の世界征服」連載
- フジテレビ 「人狼〜嘘つきは誰だ?〜」(コラボCM)
- スタジオアルタ 「アルタビジョンリニューアルCM」
- シャープ 「エモパー」 桜田かおるキャラ制作
- KFCコーポレーション「ケンタッキーフライドチキン」
- 花王
  - 「メンズビオレ」
  - 「花王技術部 やりましょ課！」
- 住友生命
- 福北リムジンバス
- インペリアルタバコジャパン 「WEST」
- ヤクルト 「タフマン」
- コクヨ 「鉛筆シャープ」
- セブンイレブン
- 日本電気(NEC)「NEC LAVIE」
- 京都サンガF.C.
- 東京メトロ 「メトポ」
- Pay-easy
- 汐留○○部（キャラクターデザイン）

他多数

## 出演

### テレビ番組
- おっほ～ゴッホみたいに言うな!!～（TVQ九州放送）
- ネプ&ローラの爆笑まとめ!（TBS）
- いただきハイジャンプ（フジテレビジョン）
- オイコノミア（NHK Eテレ）
- にちようチャップリン（テレビ東京）
- 有田P おもてなす（NHK総合テレビジョン）
- The Girls Live（テレビ東京）
- 嵐にしやがれ（日本テレビ）

### テレビドラマ
- 刑事7人 第3シリーズ 第4話（2017年8月2日、テレビ朝日） - 似顔絵捜査官 役[17][18]

### ネット番組
- 笑ってOK!（中京テレビ放送の動画配信サービス『Chuun』）
- Abema杯 第1回フリップ芸-1グランプリ（2017年7月8日、AbemaTV） - 「田中上野」として優勝[19]

### 映画
- パパのお弁当は世界一（2017年、ポニーキャニオン）

### 大喜利イベント
- GJ5周年記念イベント GJ杯争奪 漫画家大喜利大会 - 漫画家の森田まさのりの呼びかけにより2016年11月23日に新宿ロフトプラスワンで開催された。決勝で和田ラヂヲに敗れ、準優勝となった。